# Руда-Суловська
Руда-Суловська (пол. Ruda Sułowska) — село в Польщі, у гміні Мілич Мілицького повіту Нижньосілезького воєводства.
Населення — 154 особи (2011).
У 1975-1998 роках село належало до Вроцлавського воєводства.

## Демографія
Демографічна структура станом на 31 березня 2011 року:
|          | Загалом | Допрацездатний вік | Працездатний вік | Постпрацездатний вік |
| -------- | ------- | ------------------ | ---------------- | -------------------- |
| Чоловіки | 73      | 17                 | 50               | 6                    |
| Жінки    | 81      | 12                 | 49               | 20                   |
| Разом    | 154     | 29                 | 99               | 26                   |